# Tenuipalpus feliciae
Tenuipalpus feliciae är en spindeldjursart som beskrevs av Meyer 1993. Tenuipalpus feliciae ingår i släktet Tenuipalpus och familjen Tenuipalpidae. Inga underarter finns listade i Catalogue of Life.